# Argilite

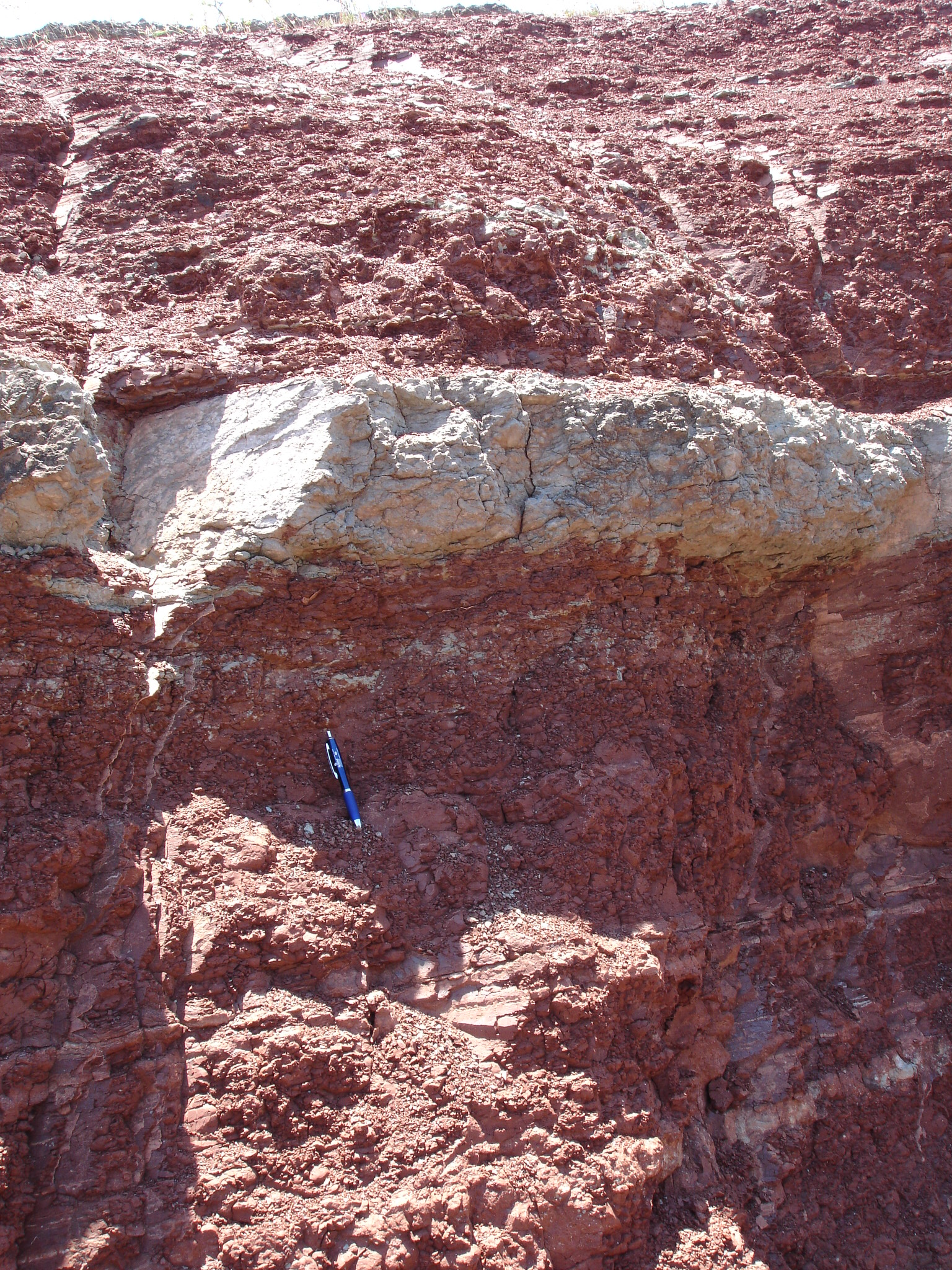
Détail de couches d'argilite (bassin de Lodève, Hérault).

L'argilite est une forme de roche sédimentaire argileuse indurée à grain fin et très peu perméable (quelques nanodarcy).
C'est dans des couches d'argilites que se fait l'exploitation des gaz de schiste.
En France, c'est dans l'argilite du Callovo-Oxfordien qu'a été installé le laboratoire de recherche sur le stockage des déchets radioactifs en couche géologique profonde qui teste à Bure, dans la Meuse, la possibilité d'enfouir des déchets radioactifs à vie longue.

## Géologie

### Origine
Les argilites résultent de la consolidation de couches parallèles de microfeuillets d'argile ou de boue argileuse fine.

### Description

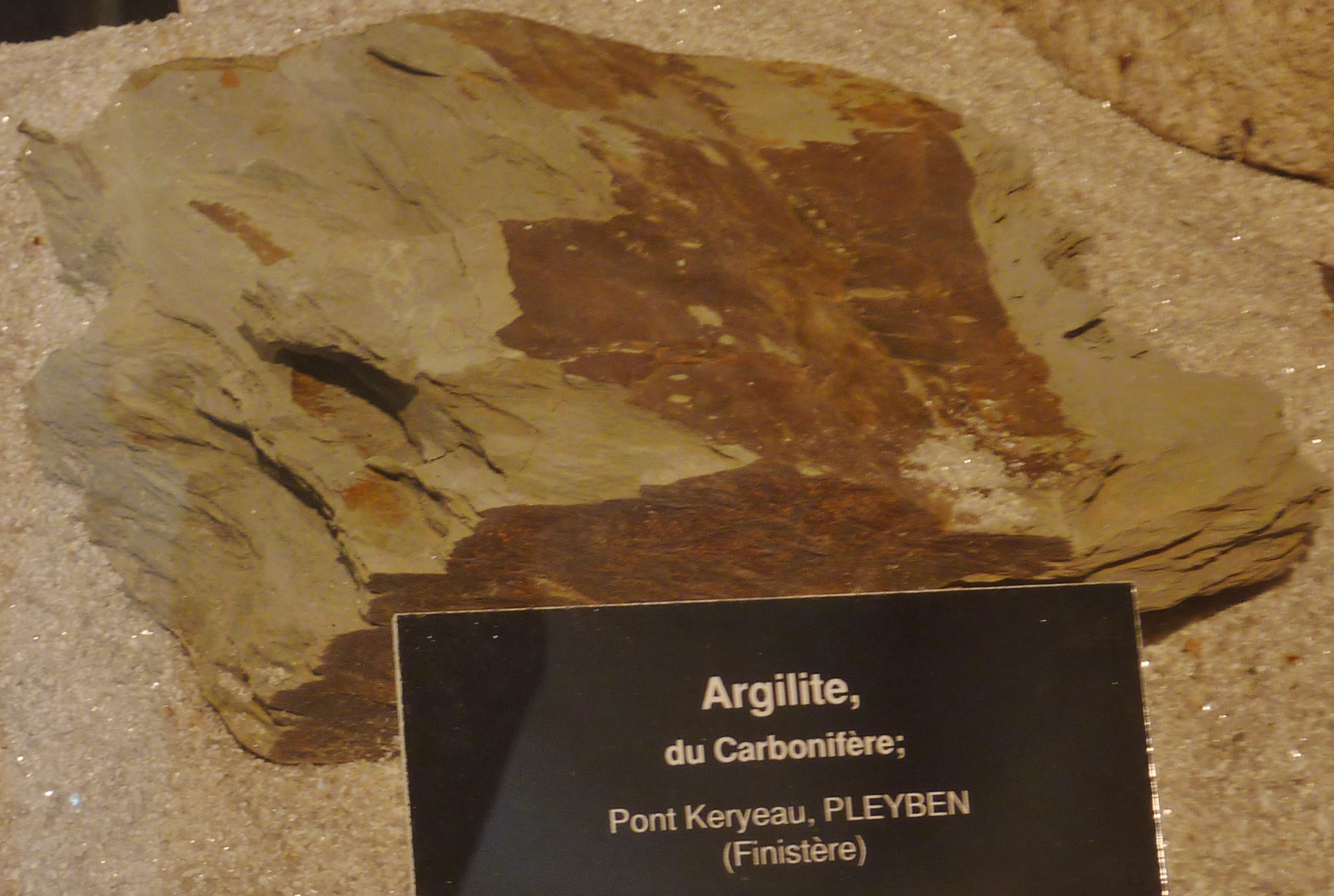
Argilite du carbonifère trouvée à Pont-Keryau en Pleyben.

La plupart des argilites sont des schistes argileux, composées de mica, de quartz et d'argile. Le grain de cette roche est si fin (visible au microscope) que la roche semble homogène.
La plupart des variétés d'argilites sont colorées dans les différentes teintes de gris, mais également en rouge, rose, vert, marron et noir. C'est une roche tendre et légèrement « graisseuse » au toucher dont la dureté dépend de la quantité de cristaux de quartz et, ou de carbonates qui cimentent la roche et de la pression qu'elle a subie en profondeur dans le sous-sol.
Dans un contexte normal, c'est une roche thermiquement relativement stable (grâce au quartz qu'elle contient) et chimiquement stable, car contenant environ 25 % de carbonates lesquels régulent l'acidité au sein de la roche.
Les argilites les plus riches en hydrocarbures produisent du gaz et un condensat huileux (pétrole léger) quand elles sont distillées par la chaleur.

## Gisements

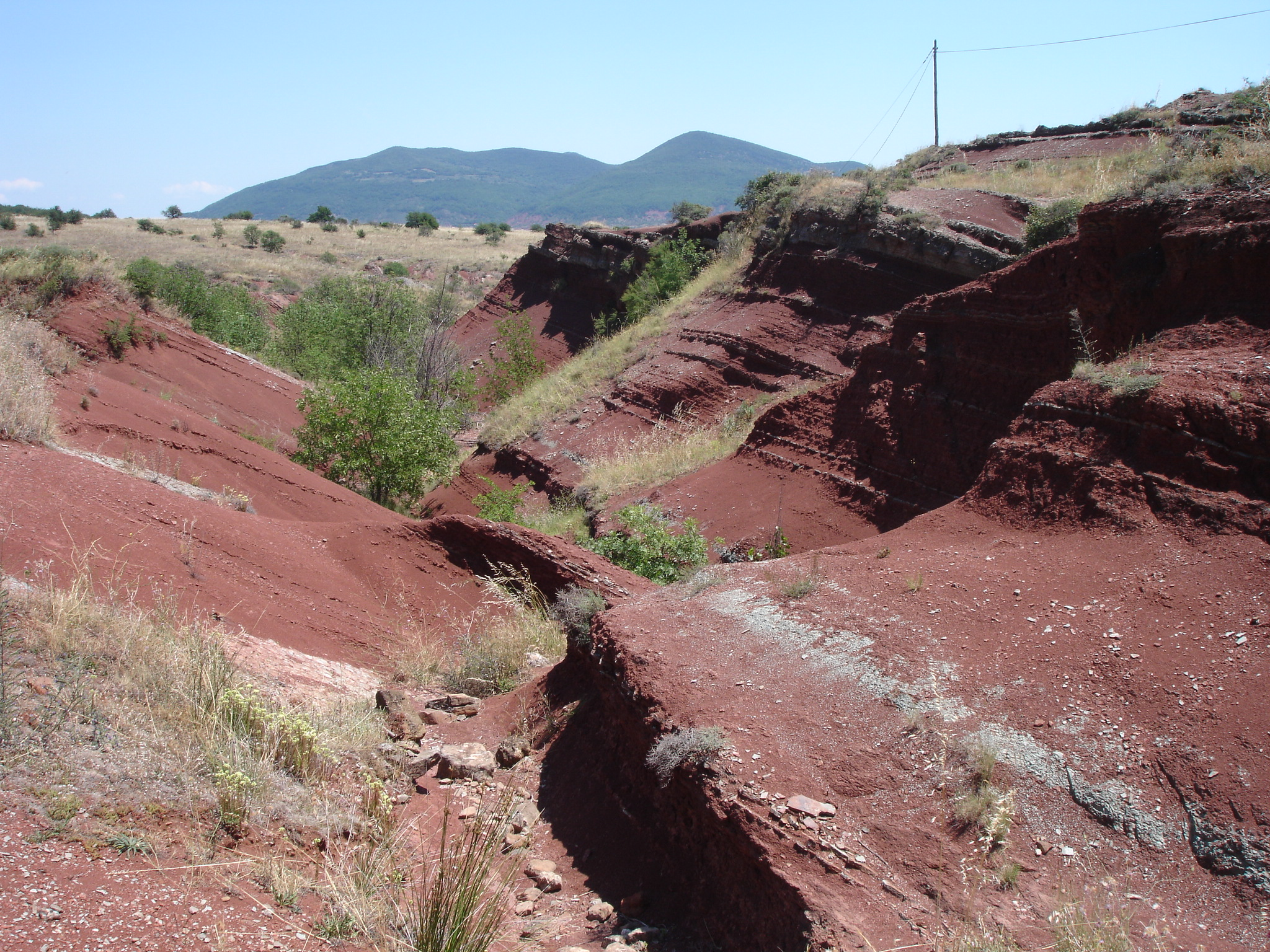
Bassin d'argilite de Lodève.

### En France
Le bassin permien de Lodève est constitué d'une alternance d'argilites rouges et de niveaux gréseux.

## Exploitation

### Extraction du gaz de schiste
Dans les gisements de gaz de schiste, la perméabilité de l'argilite doit être augmentée, ce qui est aujourd’hui possible au moyen de la fracturation hydraulique, par injection sous haute pression d'un « fluide de fracturation », éventuellement additionné d'acide et de sable ou de micro-billes (destinées à empêcher le réseau de fracturation de se refermer) afin de pouvoir en extraire le gaz.

### Stockage géologique profond

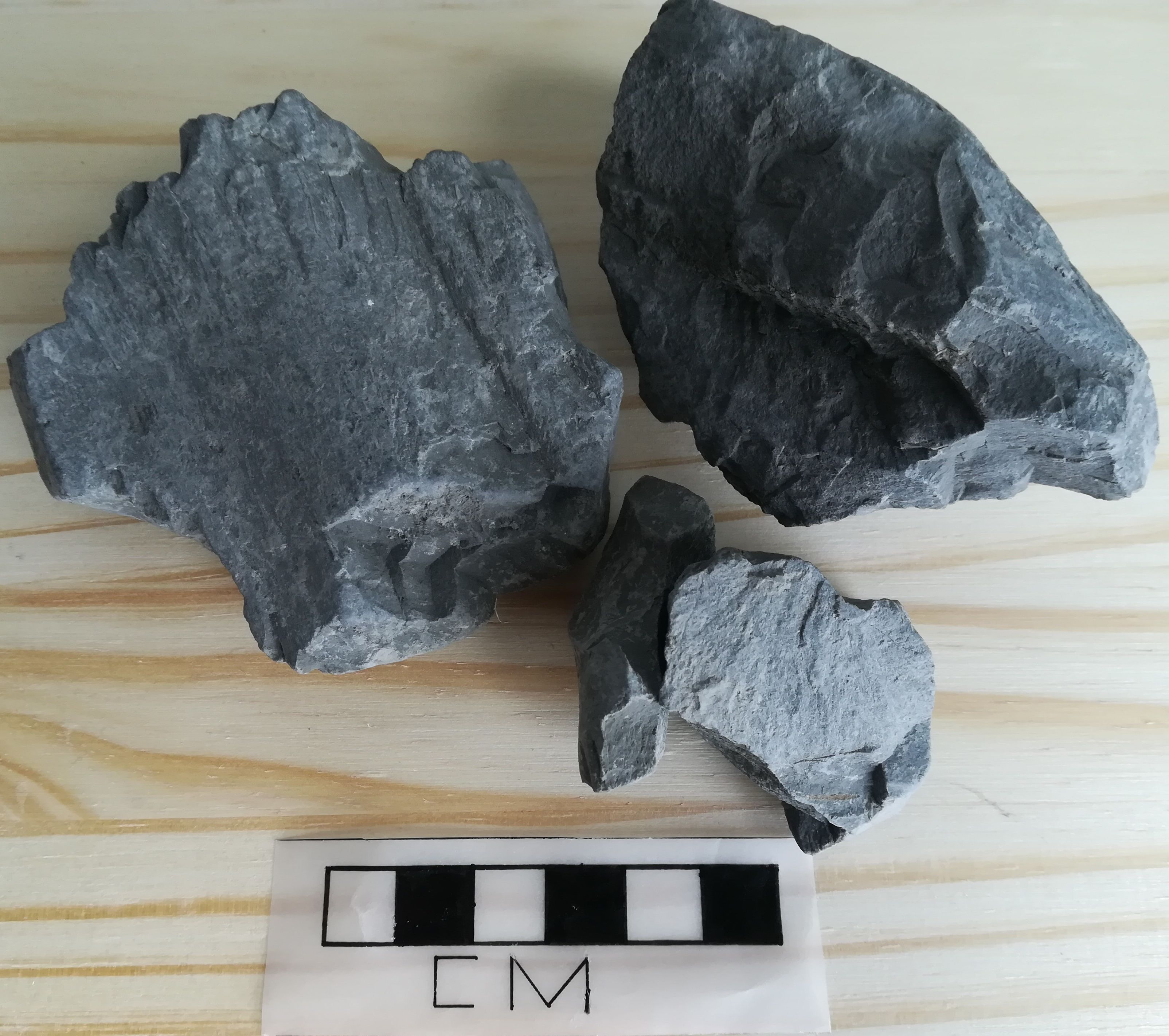
Argilite du Callovo-Oxfordien provenant du laboratoire de Bure et datée de 160 Ma.

Les argilites du Callovo-Oxfordien, fortement compactées et à très faible perméabilité, font partie des milieux retenus pour tester les possibilités de stocker des déchets nucléaires à longue durée de vie radioactive (déchets MAVL et HAVL). Elles sont aussi réputées avoir comme « propriété de retenir bon nombre de radionucléides ».
On les teste comme éventuelle barrière géologique naturelle dans le Laboratoire souterrain de Meuse/Haute-Marne, à Bure (à 490 mètres de profondeur), pour répondre à la demande de l'ANDRA.
On y a notamment étudié au début des années 2000 la circulation de solutés d'isotopes radioactifs tels que l'eau tritiée, 36Cl-, 35SO42− et 125I et les capacités de rétention chimique de ces argilites ainsi que les phénomènes d'exclusion anionique qui y ont été mis en évidence. Ces phénomènes freinent ou interdisent l'accès des anions à une partie de la porosité de la roche et peuvent peut-être modifier la réactivité chimique des argiles.